# Campionati europei di pugilato dilettanti 1987
I Campionati europei di pugilato dilettanti maschili 1987 si sono tenuti a Torino, Italia, dal 28 maggio al 7 giugno 1987. È stata la 27ª edizione della competizione biennale organizzata dall'EABA. 178 pugili da 25 Paesi hanno partecipato alla competizione.

## Risultati
| Categoria                   | Oro                               | Argento                              | Bronzo                                                      |
| --------------------------- | --------------------------------- | ------------------------------------ | ----------------------------------------------------------- |
| Pesi minimosca (kg 48)      | Nshan Munchyan Unione Sovietica   | Krasimir Cholakov Bulgaria           | Adrian Amzer Romania Dragan Zivadinović Jugoslavia          |
| Pesi mosca (kg 51)          | Andreas Tews Germania Est         | János Váradi Ungheria                | Andrea Mannai Italia Johnny Bredahl Danimarca               |
| Pesi gallo (kg 54)          | Aleksandar Hristov Bulgaria       | Yuri Alexandrov Unione Sovietica     | René Breitbarth Germania Est Jimmy Majanya Svezia           |
| Pesi piuma (kg 57)          | Mikhail Kazaryan Unione Sovietica | László Szöke Ungheria                | Regilio Tuur Paesi Bassi Jarmo Eskelinen Finlandia          |
| Pesi leggeri (kg 60)        | Orzubek Nazarov Unione Sovietica  | Emil Chuprenski Bulgaria             | Daniel Maeran Romania Michele Caldarella Italia             |
| Pesi superleggeri (kg 63.5) | Borislav Abadzhiev Bulgaria       | Vyacheslav Yanovski Unione Sovietica | Søren Søndergaard Danimarca Reimo van der Hoeck Paesi Bassi |
| Pesi welter (kg 67)         | Vassiliy Chizhov Unione Sovietica | Siegfried Mehnert Germania Est       | Derge Petronijević Jugoslavia Angel Stoyanov Bulgaria       |
| Pesi superwelter (kg 71)    | Enrico Richter Germania Est       | Viktor Yegorov Unione Sovietica      | Neville Brown Inghilterra Marian Gavrila Romania            |
| Pesi medi (kg 75)           | Henry Maske Germania Est          | Henryk Petrich Polonia               | Ruslan Taramov Unione Sovietica Esa Hukkanen Finlandia      |
| Pesi mediomassimi (kg 81)   | Yuri Vaulin Unione Sovietica      | Rene Ryl Germania Est                | Andrea Magi Italia Lofti Çanbakis Turchia                   |
| Pesi massimi (kg 91)        | Arnold Vanderlyde Paesi Bassi     | Ramzan Sebiyev Unione Sovietica      | Svilen Rusinov Bulgaria Luigi Gaudiano Italia               |
| Pesi supermassimi (kg 91 +) | Ulli Kaden Germania Est           | Alexander Yagubkin Unione Sovietica  | Biaggio Chianese Italia Petar Stoymenov Bulgaria            |

## Medagliere
| Posizione | Paese            | Oro | Argento | Bronzo | Totale |
| --------- | ---------------- | --- | ------- | ------ | ------ |
| 1         | Unione Sovietica | 5   | 5       | 1      | 11     |
| 2         | Germania Est     | 4   | 2       | 1      | 6      |
| 3         | Bulgaria         | 2   | 2       | 3      | 7      |
| 4         | Paesi Bassi      | 1   | 0       | 2      | 3      |
| 5         | Ungheria         | 0   | 2       | 0      | 2      |
| 6         | Polonia          | 0   | 1       | 0      | 1      |
| 7         | Italia           | 0   | 0       | 5      | 5      |
| 8         | Romania          | 0   | 0       | 3      | 3      |
| 9         | Danimarca        | 0   | 0       | 2      | 2      |
| 9         | Jugoslavia       | 0   | 0       | 2      | 2      |
| 9         | Finlandia        | 0   | 0       | 2      | 2      |
| 12        | Inghilterra      | 0   | 0       | 1      | 1      |
| 12        | Svezia           | 0   | 0       | 1      | 1      |
| 12        | Turchia          | 0   | 0       | 1      | 1      |
|           | Totale           | 12  | 12      | 24     | 48     |